# Mike Zaka Sommerfeldt
Mike Zaka Sommerfeldt (* 1964 in Erfurt) ist ein deutscher Schauspieler und Regisseur.

## Leben und Wirken
Mike Zaka Sommerfeldt erhielt seine Ausbildung zum Diplom-Schauspieler an der Theaterhochschule Leipzig, jetzt Hochschule für Musik und Theater „Felix Mendelssohn Bartholdy“ Leipzig, und war an Theatern in Magdeburg, Nordhausen, Rudolstadt, Erfurt und Dresden engagiert.
Seit 1993 erste Regiearbeiten sowie eigene Projekte.
Er stand für verschiedene Kino- und Fernsehproduktionen vor der Kamera und arbeitete u. a. mit Regisseuren wie Dominik Graf, Andreas Dresen und Edgar Reitz.
Der Kinokurzfilm Nur ein Lächeln, in dem er die Hauptrolle spielt, lief erfolgreich auf Filmfestivals in Montreal, Los Angeles, Kiew und wurde 2006 auf dem WorldFest Houston mit dem Bronze Remi Award ausgezeichnet.
Mike Zaka Sommerfeldt ist seit 2009 in der ZDF-Fernsehserie SOKO Stuttgart in der Rolle des Leiters der Kriminaltechnik (KTU) Jan Arnaud zu sehen.
Darüber hinaus tritt er mit eigenen Programmen und Lesungen auf.
So sind, in Zusammenarbeit mit dem Erich Kästner Museum Dresden, auch mehrere Erich Kästner Programme entstanden, mit denen er deutschlandweit unterwegs ist.
Er engagiert sich in der humanitären Hilfe, vor allem bei der Dresdner Organisation arche noVa, deren Botschafter er ist und für die er u. a. 3 Kurzfilme produziert hat.
Sommerfeldt lebt in Dresden.

## Filmografie (Auswahl)
- 2024: SOKO Stuttgart (seit 2009) – TV-Serie
- 2023: Lust – TV-Serie
- 2022: tender hearts – TV-Serie
- 2022: In aller Freundschaft – Halbe Wahrheiten
- 2021: homeshopper's paradise
- 2019: Karl und Kasimir
- 2012: Die Reichsgründung – Bismarck
- 2011: Carl & Bertha
- 2010: Die Lehrerin
- 2007: Polizeiruf 110 – Keiner schreit
- 2007: Whisky mit Wodka
- 2007: Krimi.de
- 2006: Eine Stadt wird erpresst
- 2005–2008: Zack! Comedy nach Maß
- 2004: Der Rote Kakadu
- 2004: Nur ein Lächeln
- 2003: Promi-Comedy – Pilot
- 2002: Heimat 3 – Chronik einer Zeitenwende

## Theater (Auswahl)
- Leonce und Lena als Leonce
- Weihnachtsgans Auguste als Luitpold Löwenhaupt
- Don Quixote als Don Quixote
- Engel der Tankstelle als Gruff
- Koffer auf Reisen als Flor Papel

## Eigene Programme (Auswahl)
- 2024: Lieben und lieben lassen – Neues aus Kästners lyrischer Hausapotheke
- 2020: Der große Garten – Die Lesung mit dem Blubb (Lola Randl)
- 2017: Als ich zwei kleine Jungen war – Ein Erich Kästner Programm